# Leptolepidae
Die Leptolepidae sind eine ausgestorbene Familie kleiner, oft nur fingerlanger, heringsähnlicher, wahrscheinlich mariner Knochenfische, die vom Unterjura bis zur Unterkreide weltweit vorkam.

## Merkmale
Leptolepidae-Arten waren die ersten Echten Knochenfische, deren Wirbelsäule schon gut verknöchert war. Die Wirbel hatten nur eine zentrale Perforation, die im Laufe der Evolution aber immer kleiner wurde. Die Schwanzflosse war äußerlich homocerk, das Ende der Wirbelsäule war aber nach oben gebogen und entsprach dem der Frauenfische (Elops). Ihre Knochenzellen ähnelten denen der meisten Heringsartigen (Clupeiformes). Die Sinneskanäle entsprechen denen der Palaeoniscidae. Auf der Schnauze gab es einen quer verlaufenden Sinneskanal.
Leptolepidae-Arten hatten eine dünne Ganoinschicht auf den Deckknochen des Schädels. Auch die dünnen, sich ziegelartig überlappenden Cycloidschuppen hatten eine feine Ganoinschicht auf ihrer Außenfläche. Das paarige Scheitelbein hatte eine kurze Berührungsfläche. Der Unterkiefer bestand aus Articulare und Dentale. Der Oberkieferrand wird von Maxillare und kleinem Prämaxillare gebildet. 

## Gattungen
- Aethalion
- Leptolepides
- Leptolepis
- Pachythrissops
- Tharsis